# Venezuela nos Jogos Pan-Americanos de 1951
A Venezuela competiu nos Jogos Pan-Americanos de 1951 em Buenos Aires de 25 de fevereiro a 10 de março de 1951. Conquistou 2 medalhas, um bronze e uma prata.

## Medalhistas
| Atleta                                                               | Esporte  | Evento                              | Medalha |
| -------------------------------------------------------------------- | -------- | ----------------------------------- | ------- |
| Ali Martucci                                                         | Boxe     | Peso galo - masculino               | Prata   |
| Venezuela: Andoni Ituarte Héctor Alvarado Jorge Hinostroza Luis Toro | Ciclismo | Perseguição por equipes - masculino | Bronze  |

| Esporte  | Medalha de ouro | Medalha de prata | Medalha de bronze | Total |
| Boxe     | 0               | 1                | 0                 | 1     |
| Ciclismo | 0               | 0                | 1                 | 1     |
| Total    | 0               | 1                | 1                 | 2     |